# Amstrad PC1640
 Amstrad PC1640  va ser una millora respecte al seu predecessor. Amb una memòria RAM de 640Kb i compatibilitat amb el programa de gràfics EGA (tot i que el model ECD és l'únic a poder utilitzar totes les aplicacions per EGA). El disc dur dels ordinadors esmentats fa un soroll particular que ha servit per caracteritzar aquests computadors durant anys.

## Característiques tècniques[1]
- NOM: PC1640.

- FABRICANT: Amstrad.
- ANY: 1986.
- CPU: Intel 8086.
- VELOCITAT: 8 MHz.
- RAM: 640 KB.
- VRAM: 256 KB.
- ROM: 64 KB.
- MODES DE TEXT: 40X25/80X25.
- MODES DE GRÀFICS: Hercules per a les versions monocromàtiques (un màxim de 720 × 350).
- COLORS: 16 de 64
- SO: Altaveu amb control de volum, altaveu pc, sense targeta de so
- PORTS I/O: Quatre de 8 bits ISA ranures, Centronic, R232C, port del ratolí
- UNITATS: 2 DE 5 1/4 dues cares doble densitat
- Rellotge de temps real i memòria RAM de configuració recolzat per bateria.
- Presa per 8087 co-processador matemàtic
- Connector per llapis òptic de mida completa teclat QWERTY, amb port de teclat joystick (el port va ser el mateix que el port Comodore Vic-20/C64).
- Sistema operatiu MS DOS 3.2 Microsoft.
- GEM de Digital Research (Graphics Environment Manager), a part d'escriptori GEM.
- Digital Research GEM Paint.
- Digital Research DOS Plus (executa Aplicacions MS DOS i CP/M-86).
- GEM base Locomotive BASIC 2.